# Пултуск
Пултуск (пол. Pułtusk) — город в Польше, входит в Мазовецкое воеводство, Пултуский повят. Административный центр городско-сельской гмины Пултуск. Занимает площадь 22,83 км². Население — 19 229 человек (на 2006 год).
Поселение на территории Пултуска существовало ещё в IX – X веках.

## Образование
В 1996 году была открыта Высшая Гуманитарная Школа им. А. Гейштора (с 2006 года — Академия), на протяжении ряда лет признаваемая ежедневником «Впрост» лучшим частным учебным заведением Польши неэкономического профиля.

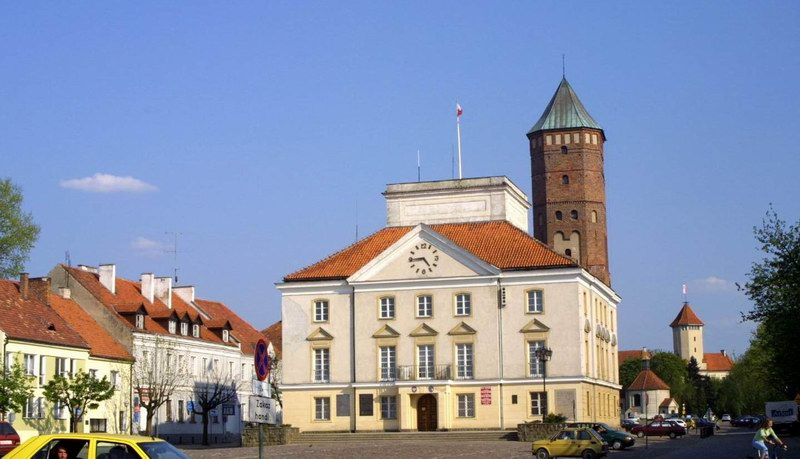
Ратуша

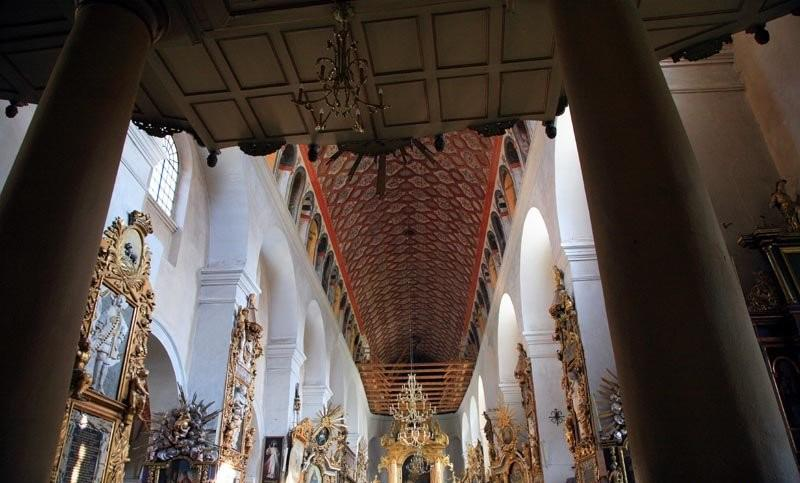
Пултуск

## Известные люди, связанные с Пултуском
- Писаржевский, Олег Николаевич (1908—1964) — русский советский писатель, публицист, киносценарист. Лауреат Сталинской премии.
- Иоанн Павел II — почётный гражданин Пултуска.
- Вельгус, Станислав — архиепископ Варшавский, учёный. Почётный гражданин Пултуска.
- Вольский, Влодзимеж (1824—1882) — польский поэт и прозаик.
- Гейштор, Александр (1916—1999) — польский историк, медиевист, президент Польской академии наук. Почётный гражданин Пултуска.
- Кленчон, Кшиштоф (1942—1981) — польский музыкант.

## Города-побратимы
- Сеница;
- Нью-Бритен;
- Монморанси.